# آنی ژیراردو
آنی ژیراردو (به فرانسوی: Annie Girardot) (زادهٔ ۲۵ اکتبر ۱۹۳۱ – درگذشتهٔ ۲۸ فوریه ۲۰۱۱) بازیگر فرانسوی برندهٔ سه جایزه سزار بود. از فیلم‌هائی با نقش‌آفرینی او می‌توان روکو و برادرانش، دیلینجر مرده‌است و سه اتاق در منهتن را نام برد.

## زندگی‌نامه
او در سال ۱۹۳۱ در پاریس زاده شد. تحصیلاتش را در کنسرواتوار در پاریس زیر نظر هانری کولان به پایان برد. کارش را با صحنه آغاز کرد و طی سال‌های ۱۹۵۴ تا ۱۹۵۷ عضو کمدی فرانسز بود. در سال‌های میانی دهه ۱۹۵۰ وارد سینما شد.
خیلی زود در عرصه سینمای ایتالیا و فرانسه به شهرت رسید. او با بسیاری از بزرگان فرانسوی (مارک آلگره، ژآن دلانوآ، آندره کایات و …) و ایتالیایی (لوکینو ویسکونتی، ماریو مونیچلی، مارکو فرری و …) همکاری داشته‌است.
با این که ابتدا صرفاً برای کمدی مناسب به نظر می‌رسید در ایفای نقش زنان قربانی تلخ و اغلب از نظر اخلاقی نا مطمئن نیز قابلیت خود را نشان داد. به یاد ماندنی‌ترین نقش‌هایش را اغلب برای ویسکونتی (مثلاً نادیا محبوبه مشترک رناتو سالواتوری و آلن دلون در روکو و برادرانش) کایات (مثلاً نقش معلم میانسالی که دلباخته یکی از شاگردانش می‌شود در از عشق مردن) و لولوش (مثلاً نقش همسری اغفال شده اما با گذشت در فیلم زیستن برای زندگی) بازی کرده‌است.
گرما، سرزندگی و صراحتی که به نقشهایش می‌بخشید از او بازیگری معتبر در سطح بین‌المللی ساخت. جایزه بهترین بازیگر جشنواره ونیز را برای سه اتاق در منهتن و سزار را برای دکتر فرانسوگیان برنده شده‌است.

## فیلم‌شناسی
- یاغیان ازدواج (۱۹۶۳)
- جنایت‌های شخصی (۱۹۹۳)